# David Boaz
David Boaz (Mayfield, Kentucky, 29 de agosto de 1953-Arlington, Virginia, 7 de junio de 2024) fue un escritor y libertario estadounidense. Fue vicepresidente ejecutivo del Instituto Cato, un think tank libertario estadounidense. Jugó un rol importante en el desarrollo del instituto y el movimiento libertario en los Estados Unidos.

## Biografía
David Boaz se graduó de la Universidad Vanderbilt.
David participaba en el debate público y llamaba la atención sobre ideas libertarias controvertidas, como la despenalización de las drogas. Sus artículos se publicaron en los principales periódicos  —The Wall Street Journal, The New York Times y The Washington Post—, y revistas estadounidenses —National Review y New Guard—, de las que fue editor.
Era un polemista nato, participó en diversos debates de radio y televisión —Crossfire de CNN y Politically Incorrect de ABC. Realizó varias entrevistas, incluso en sus últimos meses, cuando estaba bajo tratamiento médico contra el cáncer, que le provocó la muerte el 7 de junio de 2024.

## Publicaciones
Boaz es el autor de Libertarianism: A Primer (Libertarismo: Un Manual), publicado en 1997 por Free Press y descrito por el periódico Los Angeles Times como "un manifiesto bien documentado de las ideas libertarias". Además, Boaz ha sido el editor de The Libertarian Reader, y coeditor del Cato Handbook for Congress (2003) y el Cato Handbook on Policy (2005). Frecuentemente discute temas como la elección en la educación, el crecimiento del gobierno, derechos de propiedad, su apoyo a la legalización de las drogas y el crecimiento del liberalismo en programas de televisión y radio a nivel nacional.
El artículo de David Boaz en el New York Times de marzo de 1988 sobre la inutilidad de la guerra contra las drogas generó bastante debate sobre la discriminalización de las drogas. Sus artículos también han sido publicados en el Wall Street Journal, el Washington Post, Los Angeles Times, National Review y Slate. También ha tenido apariciones en Politically Incorrect with Bill Maher de ABC, Crossfire en CNN, Talk of the Nation y All Things Considered del NPR, Fox News, BBC, Voice of America, Radio Free Europe y otros medios. Antes de unirse a Cato en 1981, Boaz fue editor de la revista New Guard y fue el director ejecutivo del Council for a Competitive Economy.

## Libros
- Market Liberalism: A Paradigm for the 21st Century, Editor junto con Edward H. Crane, 1993.
- Libertarianism: A Primer, Free Press 1997.
- The Libertarian Reader, Editor, Free Press 1997.
- The Politics of Freedom: Taking on The Left, The Right and Threats to Our Liberties, 2008.
- The Libertarian Mind: A Manifesto for Freedom, Simon & Schuster, 2015.[5]

## Vida personal
Boaz era homosexual y estuvo con su pareja, Steve Miller, durante 30 años.